# Dżedefre
|                |     |     |    |
| \| \| \| \| \| |     |     |    |
|                |     |     |    |
| N5             | R11 | R11 | I9 |

| N5 | R11 | R11 | I9 |

|                |     |     |    |
| \| \| \| \| \| |     |     |    |
|                |     |     |    |
| N5             | R11 | R11 | I9 |

| N5 | R11 | R11 | I9 |

|                |     |     |    |
| \| \| \| \| \| |     |     |    |
|                |     |     |    |
| N5             | R11 | R11 | I9 |

| N5 | R11 | R11 | I9 |

|                |     |     |    |
| \| \| \| \| \| |     |     |    |
|                |     |     |    |
| N5             | R11 | R11 | I9 |

| N5 | R11 | R11 | I9 |

Dżedefre (Didufri, Redżedef; z egip. "Wieczny-jak-Re") – władca starożytnego Egiptu z IV dynastii, z okresu Starego Państwa, syn Cheopsa i nieznanej z imienia jego żony lub też libijskiej konkubiny.

## Lata panowania
- 2581-2572 p.n.e. (Kwiatkowski)
- 2580-2570 p.n.e. (Schneider)
- 2528-2520 p.n.e. (Tiradritti, De Luca)

## Rodzina

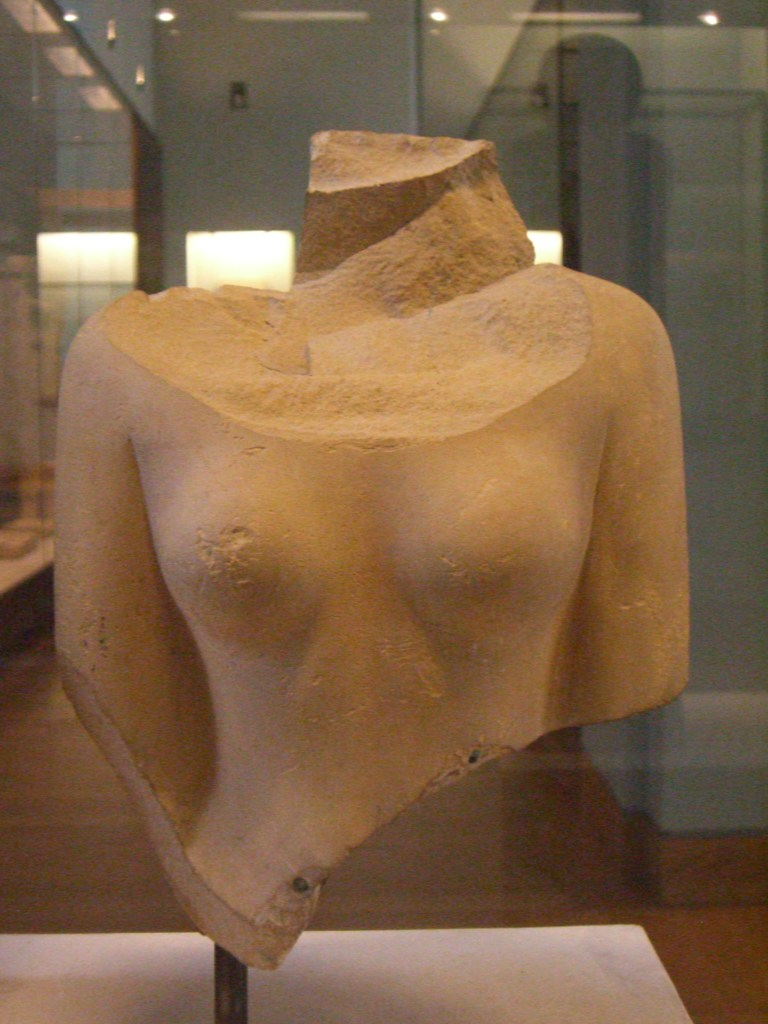
Fragment rzeźby przedstawiającej Neferhetepes, córkę Dżedefrego, ze zbiorów Muzeum w Luwrze

Pojął za żony kolejno trzy córki Cheopsa i jego dwie prawowite żony:
- Meresanch II
- Chentetka
- Hetepheres II

Znane są imiona jego synów:
- Setka
- Baka
- Harnet

oraz córki:
- Neferhetepes

## Działalność
Według Kanonu Turyńskiego jego panowanie trwało 8 lat, a według Manethona aż 63 lata (wydaje się to jednak mało prawdopodobne). Jako pierwszy z władców wprowadził do swej tytulatury imię Sa-Ra – Syn-Re. Zachowane nieliczne annały z czasów jego panowania mówią o budowie statków i świątyń.
Przypuszczalnie Dżedefre poślubił Hetepheres II, swoją przyrodnią siostrę, byłą żonę i zarazem siostrę rodzoną Kawaba. Kawab był następcą Cheopsa, lecz zmarł przed nim, nie osiągając sukcesji. Istnieją przypuszczenia, że został zamordowany przez prącego do władzy Dżedefre. Hetepheres II i Dżedefre byli rodzicami księżniczki Neferhetepes, prawdopodobnej matki Userkafa, pierwszego władcy V dynastii.
Po śmierci Kawaba Dżedefre rywalizował o pozycję następcy tronu z innym przyrodnim bratem, Dżedefhorem. Przyjmuje się, że był w dużym stopniu skłócony z rodziną, która uważała go za uzurpatora, co wiązało się prawdopodobnie z jego pochodzeniem, oskarżeniami o zamordowanie brata oraz z walką o zdobycie, a następnie utrzymanie władzy. Najprawdopodobniej też z tego powodu dla swojego pochówku wskazał inną lokalizację niż pozostała część rodziny.

## Kompleks grobowy
Na swój kompleks grobowy wybrał nekropolę Abu Roasz z okresu III dynastii, oddaloną o około 10 km na północ od Gizy, stanowiącą obecnie północną część nekropoli memfickiej. Piramida Dżedefre jest obecnie najdalej na północ wysuniętą znaną piramidą władcy starożytnego Egiptu.

## Następcy
Po Dżedefre władzę objął Chefren, a wraz z nim starsza gałąź dynastii, wywodząca się bezpośrednio od Huni, Snofru i Cheopsa.

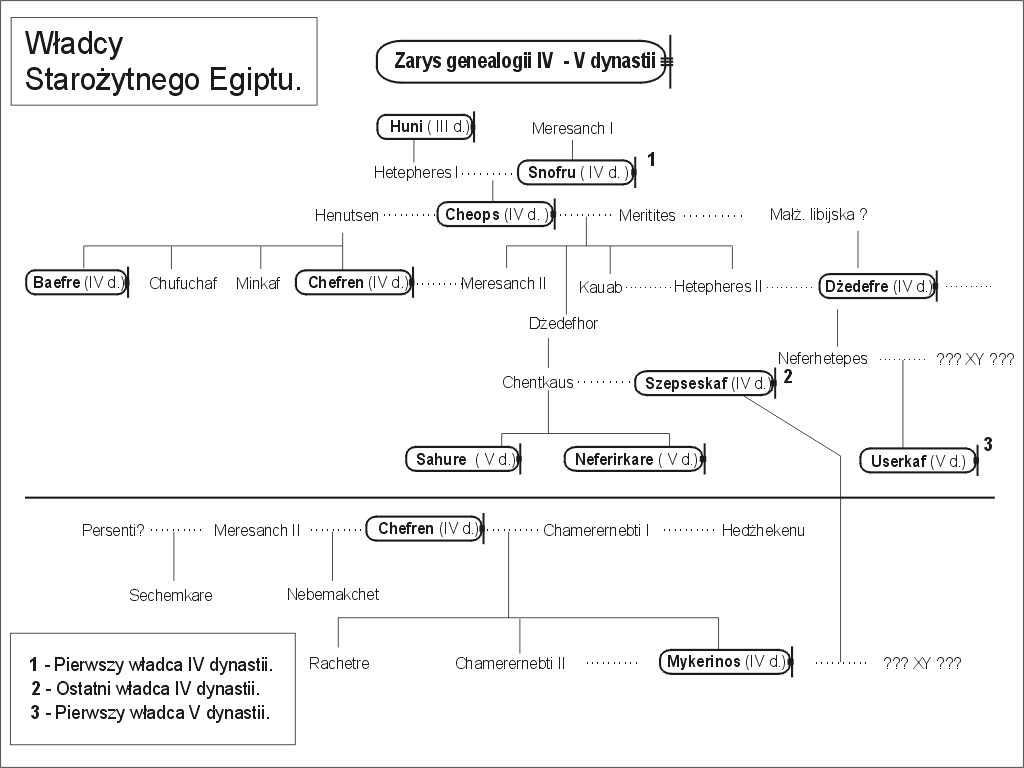
Zarys genealogii IV i V dynastii